# Comunidad Campesina de Ispacas
La Comunidad Campesina de Ispacas es una de las más grandes comunidades que pertenece al  distrito de Yanaquihua ubicado en la  Provincia de Condesuyos en la región de Arequipa, bajo la administración del Gobierno regional de Arequipa, en el sur del Perú. También tiene el título de  Municipalidad del Centro Poblado de Ispacas.
Ispacas se ubica en 15°44'48" latitud sur, 72°57'00" longitud oeste en el distrito de Yanaquihua, provincia Condesuyos, Región Arequipa; a una altitud de 2500 m.s.n.m. 
La Comunidad Campesina de Ispacas está enclavado al pie del majestuoso cerro "Cuyo - Cuyo", rodeado de los grandes cerros de "Qalawayto", "Peqoy", "Tikimbro".
Ispacas fue reconocida como comunidad campesina el 24 de agosto del año 1945 mediante Resolución Suprema Nº 140 por gestiones del poblador Juan Uscamayta, durante el gobierno de José Luis Bustamante y Rivero.
La Comunidad Campesina de Ispacas esta formado por tres barrios como son Pachaysa, Chaupi, Lucmani pero también hay otros sectores más pequeños como Chaupicerca, Ayacacha, Aynani, Huaquillo, Churquita, Huancallpa, Huaycha, Tarapata, La Calera que está más cerca a Alpacay y Secserniyoc (donde se encuentra la planta minera de la comunidad), su plaza de Ispacas está ubicado en el barrio de Chaupi (centro) al pie del cerro Cuyo Cuyo, está adornado por dos grandes olivos testigos de la historia de los ispaqueños.
Ispacas limita por el norte con la Comunidad Campesina de Arirahua y la Comunidad Campesina de Uchumiri, por el este limita con la Comunidad Campesina de Charco, por el sur limita con el asentamiento humano de las minas de Cerro Rico - La Central, por el oeste limita con la irrigación pampas La Barrera y el río Ocoña.
Ispacas es una zona agrícola, minera, pesquera y ganadera en menor cantidad. Los terrenos de cultivo o fundos son Pachaysa, Lucmani, Aynani, Ayacacha, Olivuyoc, Jarachini, Churquita, Sambullay, Huancallpa, Canahua, Cucanticra, Asillo, Ocruro, Santa Cruz, Santa Rosa, Paccha, Kallpay, Jencho, Alpacay además cuenta con terrenos que siembran en temporada de lluvias como Llanchulca, Esjoya, Aviación, Jota Jota y Chuquibamba en Alpacay.
Hay valles en la cuenca del río Ocoña donde los ispaqueños tienen sus terrenos como son; Chiuca, Chorunga, Quiñaca, Llayco, Lamapampa, Huajancho, Ahuiñay, Chillhuay, San Antonio, Pica, Cuculiyoc, Tinoray, Yauce, Quiscayoc, Chaca, Chococa, Toranza, Ayanca, Potrero, Picllay y la Irrigación Pampas La Barrera. Del río Ocoña los pobladores de Ispacas pescan el camarón, el pejerrey, la trucha para su consumo o para venta.
Muchas personas se dedican a la actividad minera para extraer el oro en los sectores de Soledad, Santa Teresa, Marchante, Chiuca, Cerro Rico, Marca Mala.
En Ispacas también hay una empresa minera Minera Yanaquihua SAC que extrae el oro de las minas de Cerro Rico a través de empresas contratistas o comprando mineral de los mineros de La Central, Base Rey, Ispacas, Charco, Alpacay y de otros lugares.

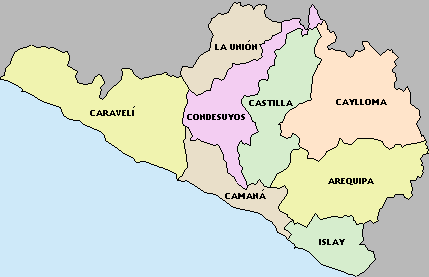
Provincias de Arequipa

## Salud y Educación
Cuenta con un Puesto de Salud implementado con su personal de salud completo como médico, obstetríz, odontólogo, enfermeras y técnicos. La cobertura de atención es alta ya que hay bastante población por la zona minera. Además cuenta con su ambulancia para trasladar las emergencias hacia Chuquibamba o Aplao.
Hay tres instituciones educativas en la comunidad como son: El Colegio Nacional "Andrés Avelino Cáceres" (secundaria) ubicado en Pachaysa, la I. E. Nº 40439 "San Juan Bautista de la Salle" (primaria) en Chaupi y la I. E. "Divino Niño Jesús" (inicial) en Cuyo Cuyo; además cuenta con los PRONOEIs de Pachaysa y Chaupi. Cuenta con un población aproximada de  estudiantes 160 en secundaria, 180 en primaria, 50 en inicial.

## Autoridades
- Alcalde de la Municipalidad del Centro Poblado de Ispacas: Sr.Florencio Uscamayta
- Presidente de la Comunidad Campesina de Ispacas: Sr. Iván Ramirez Lázaro.

https://web.facebook.com/Ispacas

Las principales actividades que desarrollan son: 
Agrícola (maíz, papa, vid, trigo, cebada, etc.)
Ganadería (Vacunos, ovinos, porcinos, animales menores)
Minería (explotación formal e informal de Oro)
Pesca (camarón)
Comercio.
Reconocido por sus tradiciones y costumbres de tendencia precolombina. 

## Festividades
Ispacas se caracteriza por ser bastante costumbrista y tradicional.
- Siembra con lluvia (enero - febrero) trigo, cebada, papa
- Huayllacha, Wifala, Pasho (febrero o marzo) carnavales.
- Vendimia (Marzo) cosecha de uvas y elaboración del vino y pisco en La Barrera.
- Nan Allichay (abril) arreglo de caminos y carreteras.
- Semana Santa (abril) 
- Día de la madre (2º domingo de mayo)
- Q'ocha Aspiy (mayo) escarbo de estanques.
- Fiesta de las cruces (mayo)
- Waca Marcay, Tinkay (junio) señalamiento de ganado.
- Cosecha (junio) maíz, trigo, cebada, papa
- Día del campesino (24 de junio)
- Aniversario de la I. E. "San Juan Bautista de la Salle" (junio)
- Fiestas patrias (28 - 29 julio)
- Huanachiy (julio) pedida de mano.
- Llant'a Ruway, Sara Pelay (primeros días de agosto) hacer leña, Cocinar pelado de maíz, trigo.
- Virgen de las Nieves (5  - 10 de agosto) fiesta patronal religiosa y costumbrista.
- Virgen del Carmen (7 de agosto) fiesta religiosa y costumbrista
- San Sebastián (8 de agosto) fiesta religiosa.
- San Isidro Labrador ( 9 - 10 de agosto) fiesta religiosa y costumbrista.
- Warmi Ayllu, Qary Ayllu, millk'ay, Q'epichiy (agosto) Matrimonios costumbristas en la fiesta patronal.
- Rutuchi (julio, agosto) corte de pelo de las wawas.
- Aniversario de Ispacas (24 de agosto)
- Poda (setiembre) podar las viñas en el valle.
- Aniversario de La Barrera (setiembre)
- Preparación del terreno para la siembra (setiembre y octubre)
- Siembra (octubre y noviembre) siembra de maíz, papa
- Virgen de la Asunta de Canahua (octubre) santuario.
- Todos los Santos (noviembre) visita al cementerio, fiesta costumbrista.
- Aniversario del Colegio Andrés Avelino Cáceres de Ispacas (noviembre)
- Aniversario de los mineros artesanos de Ispacas (diciembre)
- Aniversario de los pescadores de La Barrera - Ispacas (diciembre)
- Navidad (diciembre)

Fiestas importantes: 5 de agosto, fiesta en honor a la patrona "Virgen de las Nieves" tiene una duración de 08 días; Carnavales de Ispacas, con una duración de 5 días.

## Enlaces externos

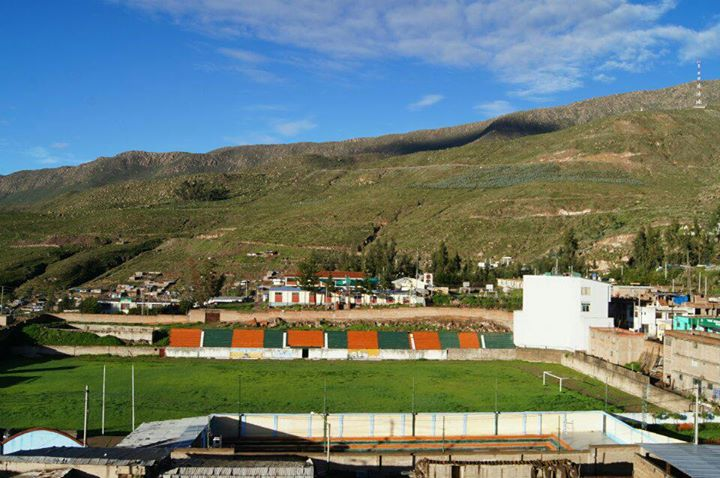
Estadio Los Estudiantes.

## Danza y música
Wifala.
Huayllacha.
Warmi Ayllu.
San Isidro Labrador.
Ayliway.

## Costumbres
Warmi Ayllu.
Huaylia.
Huaytachi.
Millk'ay.
Huank'ay.
Q'epichiy.
Misachucuy.
Pucruchicuy.
Huayllacha.
Waca Mark'ay.